# Toyota Ist
La Toyota Ist (in giapponese: トヨタ・イスト), Toyota Isuto) è una autovettura di prodotta dalla casa automobilistica giapponese Toyota dal 2002
al 2016.
Veniva esportata negli Stati Uniti come Scion xA e Scion xD, in Medio Oriente come Toyota xA e in Europa e America Latina come Toyota Urban Cruiser a partire dalla seconda generazione.

## Prima generazione (2002-2007)
La Ist è stata progettata come un'auto compatta multiuso con uno stile simile a un Crossover SUV e una abitabilità simile a una monovolume. La vettura è spinta da un motore da 1,3 litri o da 1,5 litri disponibile anche con trazione integrale, abbinato a una trasmissione automatica chiamata Super ECT. La struttura della carrozzeria è stata realizzata attraverso  il processo GOA (Global Outstanding Assessment), che ha migliorato la sicurezza del la vettura in caso di collisione con veicoli più pesanti.
Basata sulla Toyota Vitz di prima generazione, la prima generazione Ist condivideva la piattaforma con la berlina Toyota Platz. La vettura è stata presentata per la prima volta al Salone di Tokyo del 2001, per poi essere introdotta sul mercato nel maggio 2002. Gli interni della Ist presentano un quadro strumenti posizionato al centro simile a quello della Vitz, Platz e Vios. 

## Seconda generazione (2007-2016)
La Ist di seconda generazione, come la  precedente, veniva venduta con il marchio Scion negli Stati Uniti. Ma invece di essere chiamata xA, si chiamava xD.
In Europa e America Latina, veniva venduto come Urban Cruiser con un frontale leggermente diverso.